# Anthostomella phormicola
Anthostomella phormicola är en svampart som först beskrevs av Mordecai Cubitt Cooke, och fick sitt nu gällande namn av Berl. & Voglino 1886. Anthostomella phormicola ingår i släktet Anthostomella och familjen kolkärnsvampar.   Inga underarter finns listade i Catalogue of Life.